# Lagoa de São Brás
Lagoa de São Brás (portugiesisch ‚See des heiligen Blasius‘) ist ein See in Portugal auf der Azoren-Insel São Miguel im Kreis Ribeira Grande. Der Kratersee liegt auf 610 m Höhe über dem Meeresspiegel, ist maximal 2,3 m tief und ist mit einer Fläche von etwas über 6 ha der fünftgrößte See der Insel. Sein Wasser ist eutroph.